# Большая Шимшурга
Большая Шимшурга (мар. Шемшӱргӧ) — деревня в Новоторъяльском районе Республики Марий Эл. Входит в состав Пектубаевского сельского поселения.

## География
Находится в северо-восточной части республики Марий Эл на расстоянии приблизительно 27 км по прямой на запад-северо-запад от районного центра посёлка Новый Торъял.

## История
Известна с 1800 году как деревня Шимшурга, которая состояла из 13 дворов. В 1834 году насчитывалось 46 дворов, 220 жителей. В 1988 году деревня Большая Шимшурга, входящая в состав совхоза «Свобода», насчитывала 32 хозяйства, 125 жителей. В 2002 году в деревне насчитывался 31 двор.

## Население
Население составляло 64 человека (мари 89 %) в 2002 году, 94 в 2010.